# John Brattmyhr
John Axel Brattmyhr, född 30 april 1959 i Ströms församling i norra Jämtland, är en svensk museiman.

## Biografi
Brattmyhr växte upp i Lövberga, men flyttade som tonåring till Strömsund.
Han arbetade under ett antal år i Örebro med marknadsföring och affärsutveckling, och var från 1998 under sju år VD för Folkparkerna i Sverige. Han ledde arbetet med att slå samman Folkets Hus Riksorganisation och Folkparkerna I Sverige, och var den sammanslagna organisationens VD i fyra år. Under Brattmyhrs ledning utvecklades bland annat en festivalorganisation som organiserade Sveriges musikfestivaler. Digitala biografer startades, med möjlighet att uppleva bland annat scenkonst från jordens alla hörn i hela landet, och därutöver hade organisationen Sveriges största utbud av barnteater. Brattmyhr hade då ett flertal styrelseuppdrag i mindre och mellanstora bolag. 
Hösten 2005 efterträdde han Anna-Greta Leijon som VD och Skansenchef för Stiftelsen Skansen i Stockholm. Brattmyhr är sedan 2003 styrelseledamot i Sveriges Radio, och avgick i april 2018 efter fyra år som vice ordförande och efter fyra år som ordförande i Sveriges Radio.
Han är ordförande i Kungliga Djurgårdens Intressenter, en förening som organiserar de flesta aktörer på Djurgården i Stockholm, ledamot av Stiftelsen Jamtlis styrelse samt direktionen för Hanaholmens kulturcentrum.